# Begonia lophoptera
Espèce
Begonia lophoptera est une espèce de plantes de la famille des Begoniaceae.
L'espèce fait partie de la section Cyathocnemis.
Elle a été décrite en 1914 par Robert Allen Rolfe (1855-1921).

## Répartition géographique
Cette espèce est originaire du pays suivant : Pérou.